# Macarró
|  | No s'ha de confondre amb amb el macaró ni amb el macaroon, dos tipus de bescuits francesos. |

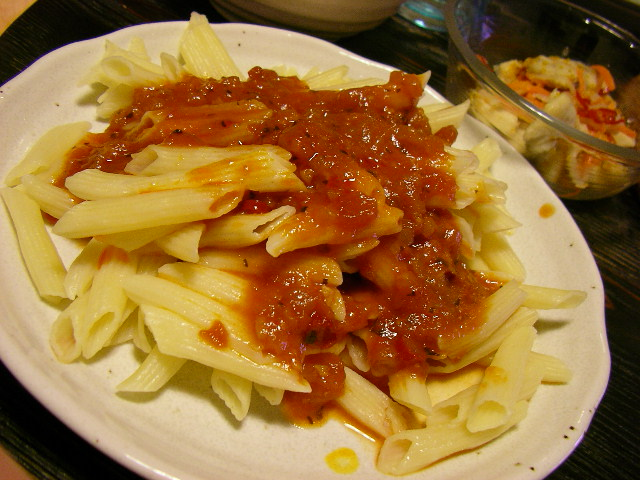
Macarrons

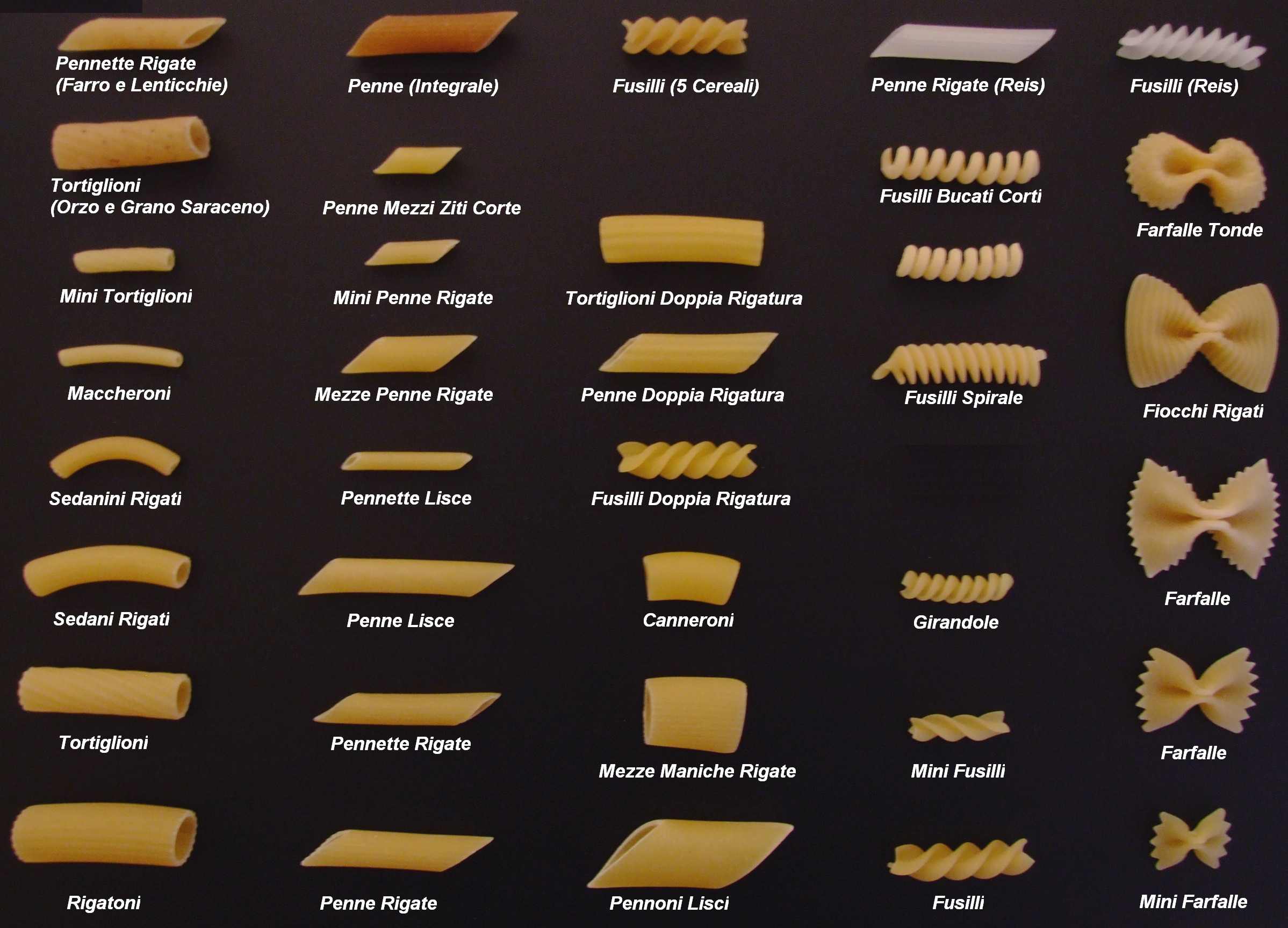
Macarrons, i altres de formes de pasta similars

El macarró (de l'italià maccherone o maccarone) és un tipus de pasta confeccionat amb aigua, farina de blat i, de vegades, ou. Sol tenir forma de tub allargat, relativament ample, no gaire llarg i tallat al biaix, que pot tenir la superfície llisa o estriada.

## Els macarrons de l'àvia
Als Països Catalans els macarrons i altres pastes -en general de formes més aviat senzilles i allargades, com diferents tipus de fideus- van ser introduïts pels àrabs durant la seva ocupació. Tenim documentades diverses receptes catalanes de macarrons des del segle xix molt semblants a les actuals. Tot i que hi ha moltes maneres de preparar-los, tradicionalment als Països Catalans es mengen barrejats amb un sofregit i carn picada, que pot ser barreja de vedella i porc, o de vegades amb carn de botifarra. Es poden gratinar al forn, perquè la superfície quedi cruixent. Més tard han sortit variants amb cansalada, amb tonyina, etc. Actualment es fan en moltes receptes, fredes (en forma d'amanida) o calentes.

## Fideus i macarrons
No s'ha de confondre els macarrons (en italià i altres llengües, penne) amb els fideus gruixuts (en italià, maccheroni, i en altres llengües, macaroni), que són més estrets, poden tenir forat o no, i són corbs.
A la cuina tradicional dels Països Catalans, els fideus se solen coure en una cassola de fang en el mateix suc o salsa que formen els altres ingredients (sofregit, més suc de carns, verdures, peixos, etc. més una picada), mentre que els macarrons (per exemple, els macarrons amb grevi) es fan al forn. Actualment, però, els macarrons també es couen a la manera italiana, separats de la salsa, que es fa a part, en una paella; i després s'escorren i s'aboquen a aquesta, es barregen bé i es cou tot junt a la paella un moment.
Mentre els fideus pertanyen a la cuina clàssica catalana, és a dir, d'almenys l'edat mitjana, els macarrons van ser segurament bastant posteriors. Tanmateix, al receptari del segle xix La cuynera catalana ja apareixen tres receptes de macarrons, amb carn i verdures o suc d'estofat. En una d'elles els macarrons es couen en el suc de la carn i les verdures mentre que a les altres dues -una d'elles de fet és una altra versió de la primera- ja es couen en aigua bullida a part, a l'estil italià. Això si, de la segona, també adverteix al final de la recepta que els "macarrons seran més substanciosos i delicats cuits amb caldo", a la manera catalana.